# Rodeiro (ort)
Rodeiro är en ort i Brasilien.   Den ligger i kommunen Rodeiro och delstaten Minas Gerais, i den sydöstra delen av landet, 800 km sydost om huvudstaden Brasília. Rodeiro ligger 349 meter över havet och antalet invånare är 6 863.
Terrängen runt Rodeiro är platt åt nordväst, men åt sydost är den kuperad. Runt Rodeiro är det ganska tätbefolkat, med 65 invånare per kvadratkilometer.. Närmaste större samhälle är Ubá, 12,0 km nordväst om Rodeiro.
Omgivningarna runt Rodeiro är huvudsakligen savann.